# البرتقالي هو الأسود الجديد (مسلسل)
البرتقالي هو الأسود الجديد (بالإنجليزية: Orange Is the New Black) هو مسلسل تم إنتاجه في الولايات المتحدة. بدأ عرضه في سنة 2013 على نتفليكس. يستند المسلسل على كتاب (البرتقالي هو الأسود الجديد) للكاتبة بيبر كيرمان الذي صدر في عام 2010 وتتحدث فيه عن تجربتها في السجن. تم بث المسلسل لأول مرة بتاريخ 11 يوليو 2013. الموسم الثاني عُرض بتاريخ 6 يونيو 2014. الموسم الثالث تم بثه بتاريخ 11 يونيو 2015، الموسم الرابع عُرض بتاريخ 17 يونيو 2016. ترشح المسلسل لـ 12 جائزة ايمي. تم تجديد المسلسل لموسم خامس وسادس وسابع.

## القصة
يدور المسلسل حول بايبر تشابمان (تايلور شيلينغ)، وهي امرأة ازدواجية الميول الجنسي تعيش في مدينة نيويورك حُكم عليها بالسجن 15 شهرا، لنقلها حقيبة مليئة بنقود المخدرات لصالح صديقتها السابقة، أليكس (لاورا بريبون)، التي كانت تعمل في تهريب المخدرات عبر الحدود. وقعت الجريمة قبل عشر سنوات من دخول بايبر للسجن إذ أنها كانت قد استقامت حياتها وبدأت تعيش حياة طبيعية وقامت بفتح عملها الخاص. ولكن تم القبض عليها بسبب ذكر اليكس لها أثناء المحاكمة. في السجن تلتقي بايبر باليكس وتبدأ بالتفكير في علاقتها معها وأيضا تدور الآحداث حول حياتهم اليومية في السجن.

## تصنيف وجوائز
نال هذا المسلسل الكثير من التقدير فقد تم ترشيحه لعدة جوائز منها جائزة الغولدن غلوب وجائزة الإيمي برايم تايم وجوائز الأكاديمية البريطانية التلفزيونية وقد نال جائزة الإيمي برايم تايم. نال هذا البرنامج درجة 95/100 على موقع روتن توميتوز. مخرجة هذا الفلم قضت ما يقارب السنة في السجن. أحداث هذا المسلسل مقتبسة من أحداث حقيقية حدثت أثناء وجودها في السجن.

## الممثلون والشخصيات
| الممثل        | الشخصية                   | الموسم    | الموسم    | الموسم    |
| الممثل        | الشخصية                   | 1         | 2         | 3         |
| ------------- | ------------------------- | --------- | --------- | --------- |
| تايلور شيلينغ | بايبر تشابمان             | دور رئيسي | دور رئيسي | دور رئيسي |
| لاورا بريبون  | اليكس فوس                 | رئيسي     | ثانوي     | رئيسي     |
| مايكل هارني   | سام هيلي                  | رئيسي     | رئيسي     | رئيسي     |
| ميشيل هرست    | السيدة كلوديت             | رئيسي     |           |           |
| كايت مولغرو   | ريد                       | رئيسي     | رئيسي     | رئيسي     |
| جيسون بيغز    | لاري بلوم                 | رئيسي     | رئيسي     |           |
| اوزو ادوبا    | سوزان                     | ثانوي     | رئيسي     | رئيسي     |
| ناتاشا ليون   | نيكي                      | ثانوي     | رئيسي     | رئيسي     |
| تارين مانينج  | تيفاني                    | رئيسي     | رئيسي     | رئيسي     |
| سميرة وايلي   | بوسيه واشنطن              |           |           |           |
| بابلو شرايبر  | George "Pornstache" Mende |           |           |           |

## وصلات خارجية
- البرتقالي هو الأسود الجديد على موقع IMDb (الإنجليزية)
- البرتقالي هو الأسود الجديد على موقع ميتاكريتيك (الإنجليزية)
- البرتقالي هو الأسود الجديد على موقع روتن توميتوز (الإنجليزية)
- البرتقالي هو الأسود الجديد على موقع نتفليكس (الإنجليزية)
- البرتقالي هو الأسود الجديد على موقع أول موفي (الإنجليزية)
- البرتقالي هو الأسود الجديد على موقع فيلمافينيتي (الإسبانية)
- البرتقالي هو الأسود الجديد على موقع كينوبويسك (الروسية)
- البرتقالي هو الأسود الجديد على موقع ألو سيني (الفرنسية)
- البرتقالي هو الأسود الجديد على موقع قاعدة بيانات الفيلم (الإنجليزية)
- الموقع الإلكتروني